# Peng
Peng (ki. 鵬; pinyin: péng) je romanizacija kineskog lika mitološke ptice.
Lik, 鵬, komprimiran je iz 朋 (péng - fonetsko pravilo u pronunkaciji) i 鳥 (niǎo - piktogram za ptice duga perja).

## Poznati ljudi
Kinesko slovo Peng 鵬 simbolizira savršene akomplimente. Ovo slovo rabi se također i u prezimenima osoba. Većina političara zove se Peng. U kontrastu, i kinesko slovo Kun (鯤) mnogo se koristi. Ovo je popis nekih poznatih osoba s prezimenom Peng ili prezimenom koje sadrži riječ "Peng".
- Li Peng (李鵬)
- Yue Fei (Zi: Pengju, 鵬舉)
- Ji Pengfei (姬鵬飛)
- Xiao Peng (肖鵬)
- Bi Dapeng (毕大鹏）)